# Volnovacha
Volnovacha (ukrainska: Волноваха [woɫnoˈwɑxɐ] lyssna (fil)) är en stad i Donetsk oblast i sydöstra Ukraina. Staden beräknades ha 21 166 invånare i januari 2022.

## Historia
Volnovacha uppstod som bosättning under bygget av järnvägen Olenivka–Mariupol år 1881 och utvecklades till en större järnvägsknut. År 1938 fick orten stadsrättigheter.

## Ekonomi
Den huvudsakliga industrin utgörs av järnvägstransporter från stadens metallindustri och byggmaterialindustri.

## Bildgalleri

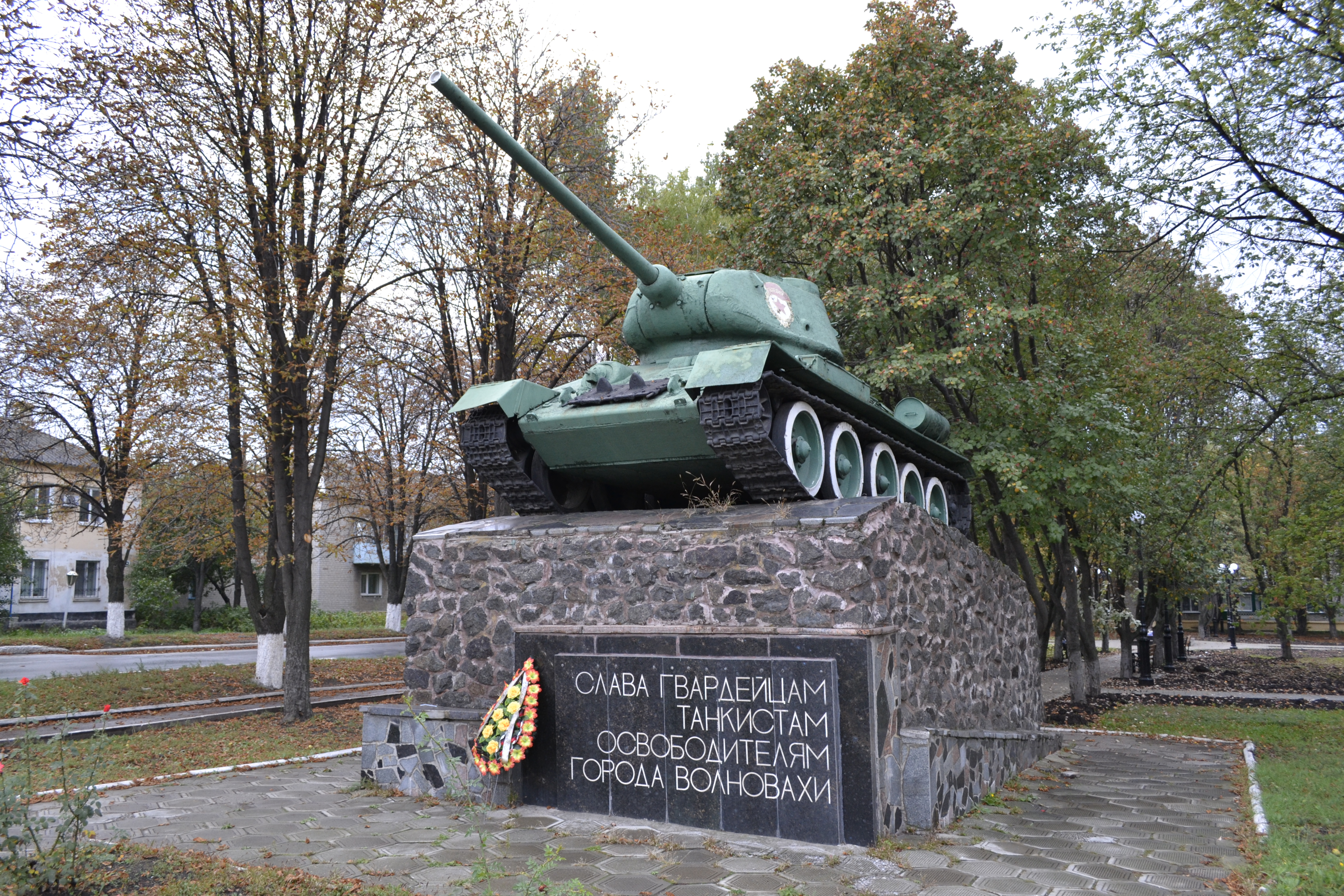
Krigsmonument från andra världskriget.
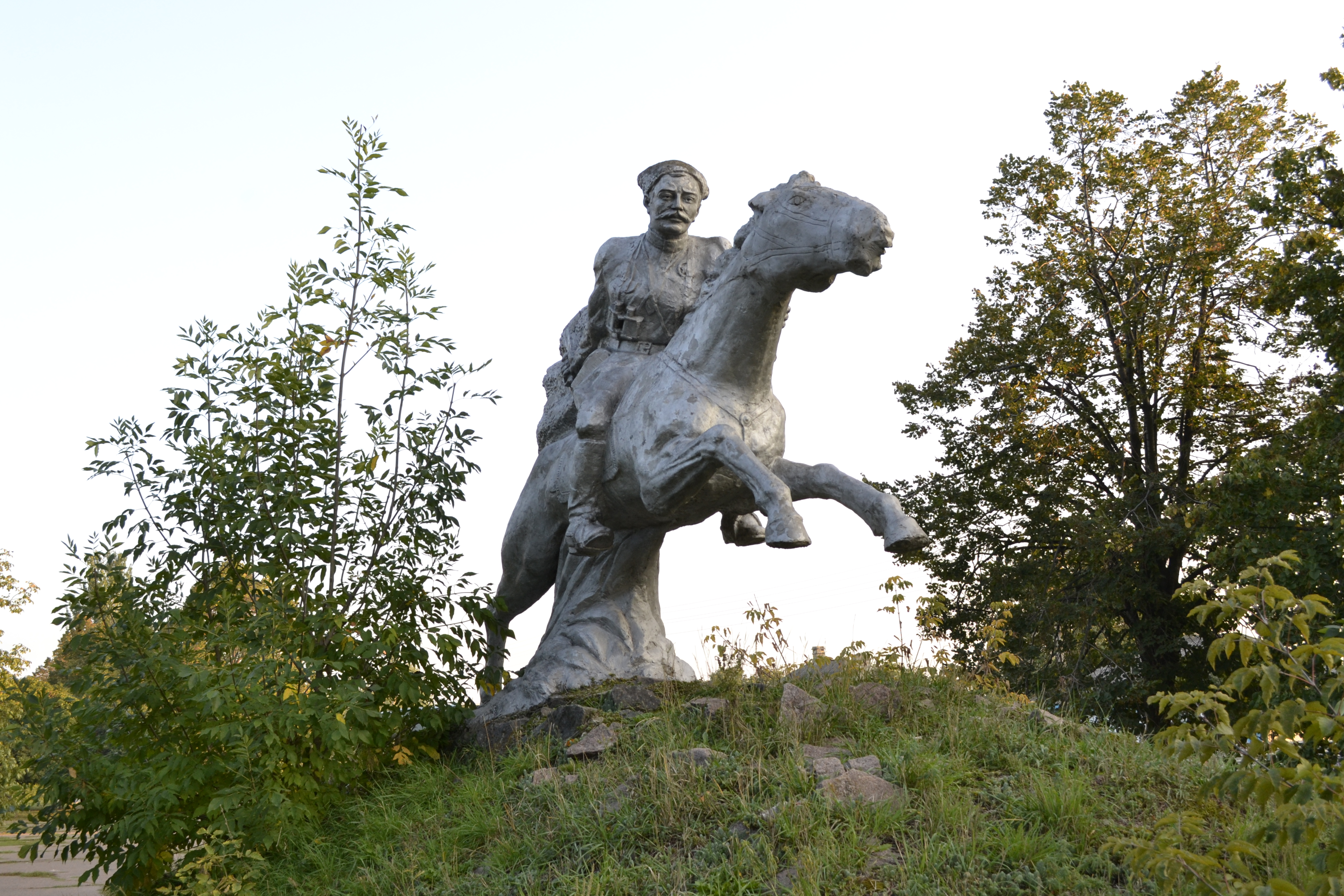
Monumentet över Vasilij Tjapajev.
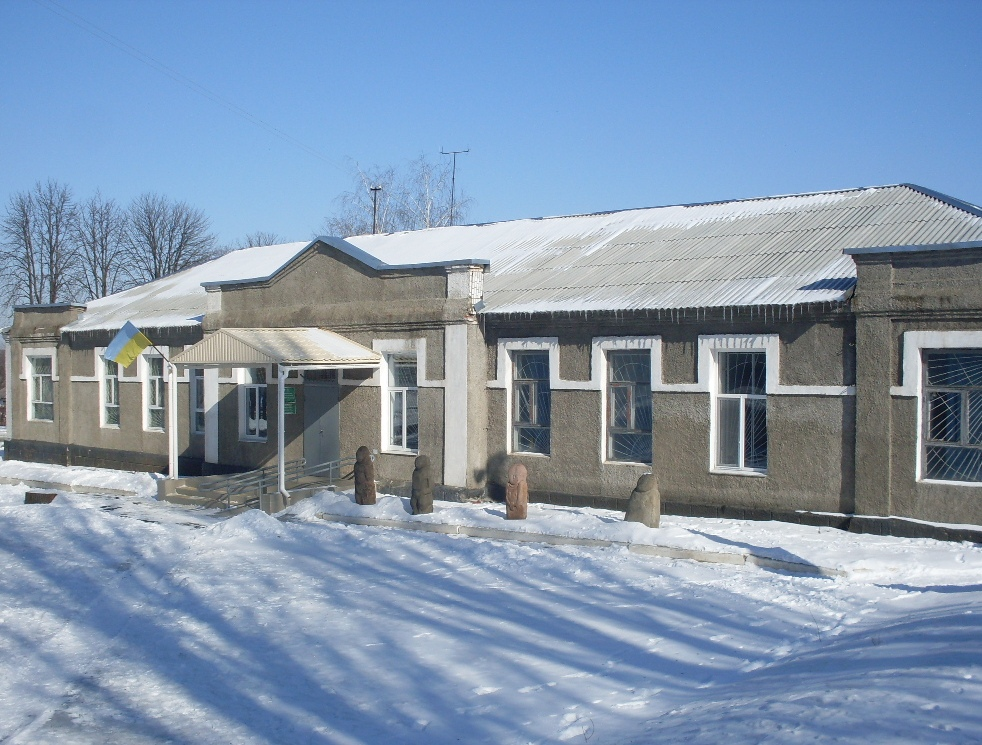
Lokalhistoriska museet.